# Micrathyria duplicata
Micrathyria duplicata – gatunek ważki z rodziny ważkowatych (Libellulidae). Występuje na terenie Ameryki Południowej.